# Säge (Heraldik)

Silberne Schrotsäge im Wappen von Ranua, Finnland

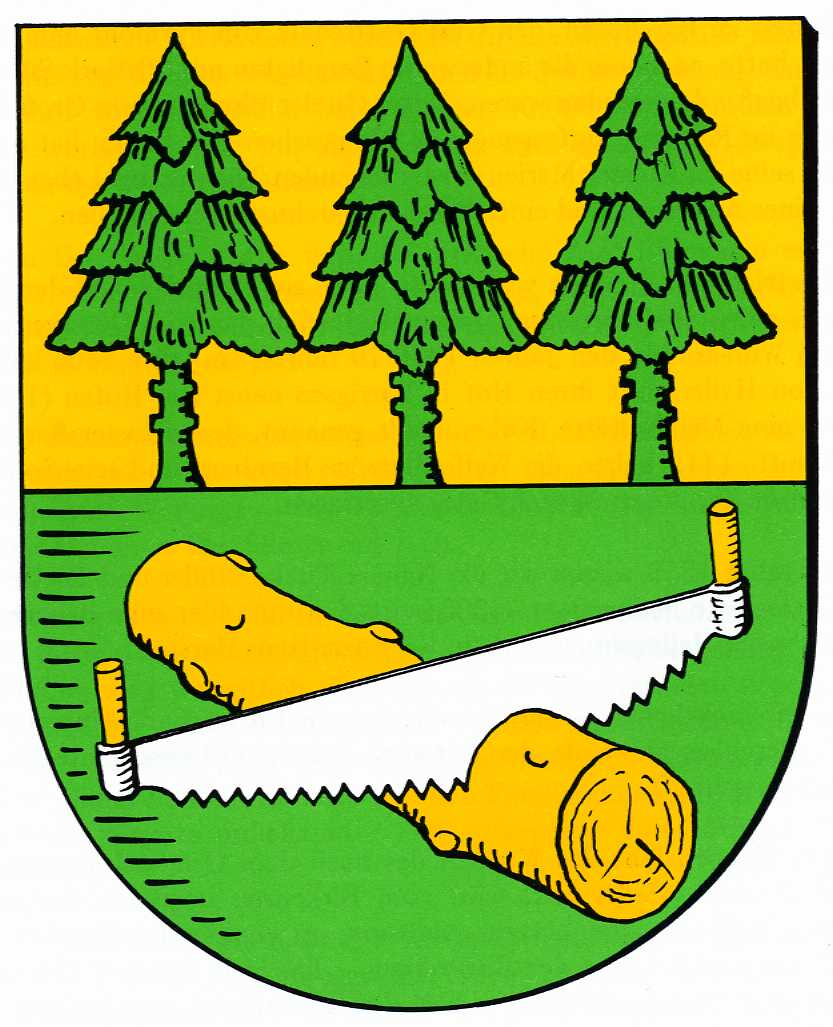
Goldener Baumstamm gekreuzt mit silberner Säge: Egestorf (Deister)

Die Säge ist als Werkzeug in der Heraldik eine gemeine Figur und soll den Fleiß des Wappenträgers symbolisieren. In vielen Wappen wird das Werkzeug, neben Beil und Keule, als Attribut des Apostels Simon Zelotes verwendet. Besonders wird die Säge von den Wappenträgern gewählt, die den Heiligen als Namenspatron verehren oder am Simonstag (28. Oktober) ihren Wappenbrief erhalten.
Die Wappendarstellung beschränkt sich auf eine starke Stilisierung, wobei die Zähnung des Sägeblattes mit wenigen Zähnen erkennbar sein sollte, aber nicht bei der Beschreibung eine besondere Erwähnung erfährt. Alle heraldischen Farben sind möglich.
Häufig wird die Schrotsäge (Trummsäge, Holzfällersäge) gezeigt, daneben auch Bügelsäge und Gestellsäge. Verschiedene Arten von Sägeblättern kommen vor, in neuerer Heraldik auch Kreissäge- und Bandsägeblatt.
Praktisch alle Sägen und Sägeblättern stehen in Zusammenhang mit Holzbearbeitung.

## Beispiele
Die Wappen von Egestorf (Deister) (Niedersachsen, D), Reutti (Amstetten) (Baden-Württemberg, D) und der finnischen Gemeinde Ranua, zeigen eine Schrotsäge, erkennbar am Blatt in Kreissegmentform und zwei vertikalen Griffen.
Im Wappen Belizes (Zentralamerika) ist eine Säge mit länglich-rechteckigem Blatt und zwei schrägen Griffknaufen dargestellt.
Sondersdorf (Frankreich) und Badarán (Spanien) zeigen eine Bügelsäge.
Die frühere Landkommune Korpilombolo (Schweden) hatte 3 Fuchsschwänze im Wappen.
Die ehemalige Kommune Audnedal (Norwegen) zeigte ein Kreissägeblatt.